# Chiesa di San Pietro a Vico d'Arbia
La chiesa di San Pietro a Vico d'Arbia è un edificio sacro che si trova in località Vico d'Arbia (Strada di Pieve al Bozzone 62) nel territorio comunale di Siena, arcidiocesi di Siena-Colle di Val d'Elsa-Montalcino.

## Storia e descrizione
Pesanti rimaneggiamenti hanno alterato la struttura esterna della chiesa, nota dall'XI secolo.
Si presenta con la facciata intonacata preceduta da tre gradini in cemento. L'altare in pietra fu costruito alla fine del Settecento dal parroco Grilli (come indicano gli stemmi posti sulle mensole a sostegno delle colonne laterali).
Sulle pareti si trovano due tele: un Martirio di San Bartolomeo, attribuito a Crescenzio Gambarelli, attivo a Siena nella seconda metà del Seicento e la pala di grandi dimensioni, dipinta per l'altare di destra, raffigurante la Purificazione di Maria Vergine, opera di elevata qualità stilistica e riconducibile alla produzione migliore di Astolfo Petrazzi nel secondo decennio del Seicento.